# Katalin Varga (film)
Katalin Varga è un film del 2009 diretto da Peter Strickland.